# Apple Boutique

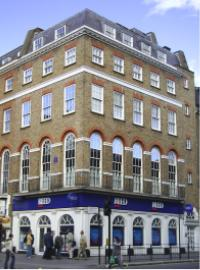
94 Baker Street en la actualidad, con la fachada en que fue pintado el mural.

Apple Boutique fue una tienda de compra-venta al por menor localizada en el 94 de Baker Street en Londres, así como una de las primeras aventuras empresariales desarrollada por The Beatles tras la creación de Apple Corps.
Abierta al público el 7 de diciembre de 1967, con John Lennon y George Harrison asistiendo a su apertura, el primer medio de promoción de Apple Boutique, aparte de la publicidad llevada a cabo por el propio grupo en los medios de comunicación, fue un mural pintado en una de las fachadas del edificio que albergaba la tienda, diseñado por el trío artístico alemán The Fool. En el interior de la tienda, algunas prenda de vestir y accesorios también fueron diseñados por el grupo.
Casi de inmediato, se desarrollaron problemas en torno al mural: otros negocios objetaron contra el mural psicodélico, pidiendo que fuese cambiado o pintado de un mismo color, mientras que en la tienda, la ratería se convertiría en el pasatiempo principal. Presuntos clientes comenzarían a ayudarse entre ellos para imponer una moda, siendo difícil para el equipo elegir las prendas a vender. Pronto, la tienda comenzaría a perder dinero a un ritmo alarmante.
Al poco tiempo, el mural sería eliminado debido a una orden civil. De puertas adentro, las pérdidas causarían el cierre de la tienda el 30 de julio de 1968. Los Beatles y sus amigos llegarían a la tienda el día anterior para coger todo aquello que quisieran, mientras al día siguiente fue anunciado el regalo de todo el stock almacenado. En pocas horas, la tienda sería vaciada por el público (contabilizado en cientos de personas).
Como un último gesto, Paul McCartney usaría las ventanas de la tienda, ya cerrada, para publicitar el sencillo "Hey Jude", pintando el título de la canción en blanco. En un principio, el gesto creó polémica, siendo interpretado por la comunidad judía como un grafiti antisemita ("Jude" es el término germano que designa a los judíos), si bien al poco tiempo se explicaría el motivo de las pintadas.
El mánager de la tienda, Peter Shotton, se desplazaría a otros cometidos dentro de Apple Corps. La hermana de Pattie Boyd, Jenny Boyd, empleada en la tienda, se casaría posteriormente con el batería Mick Fleetwood. 